# Ruthin
Ruthin (Rhuthun in het Welsh) is een plaats in het Welshe graafschap Denbighshire. Ruthin telt 5218 inwoners.

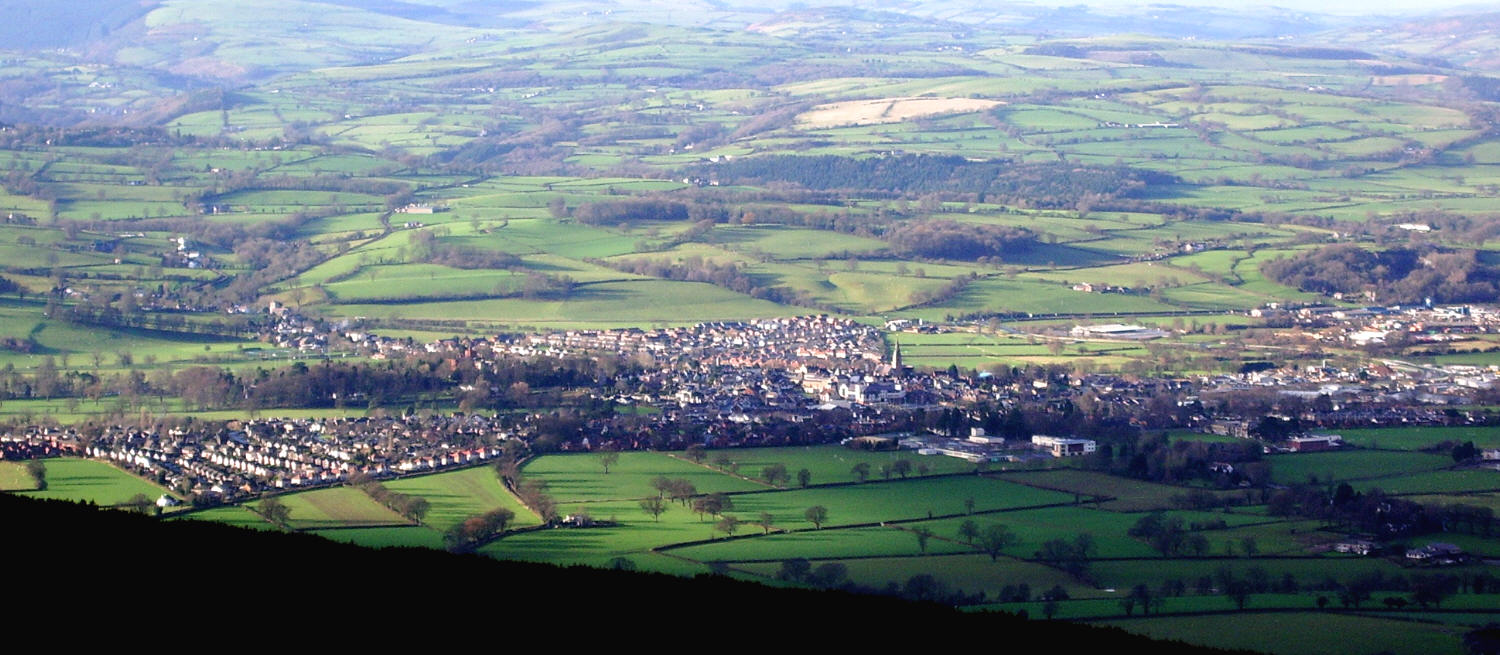
Ruthin
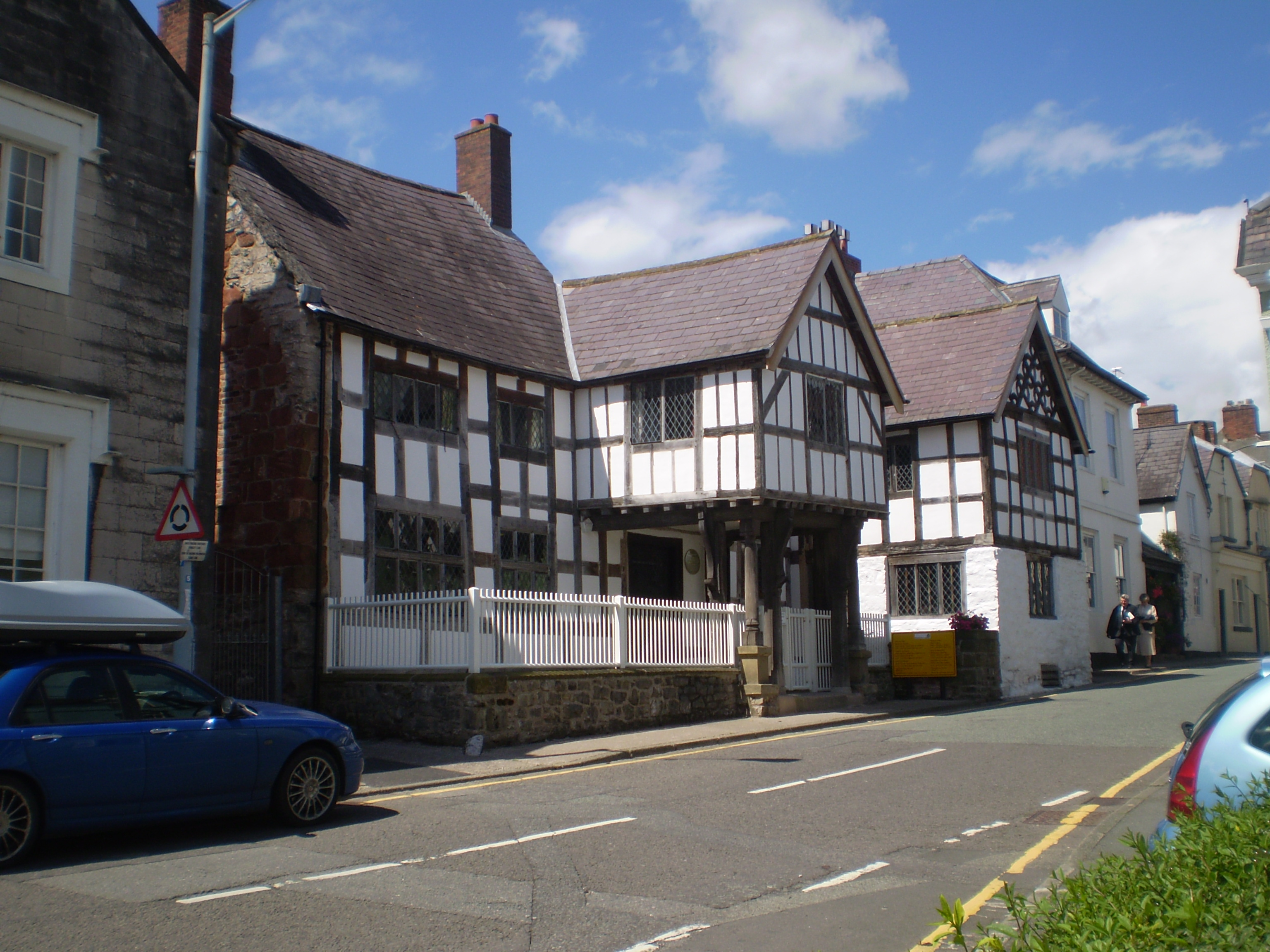
Straat in Ruthin
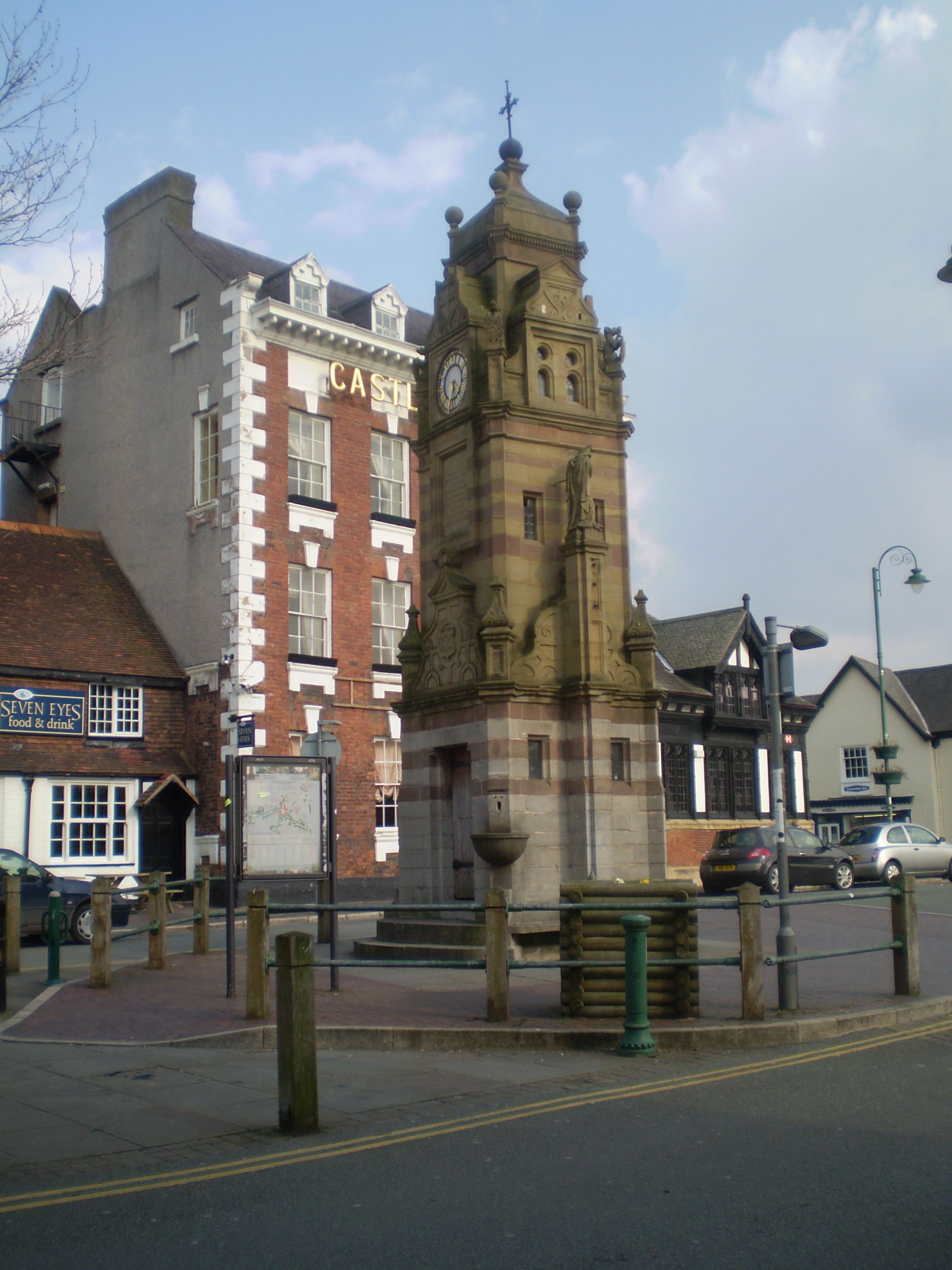
Klokkentoren in het centrum van Ruthin

## Geboren
- Tom Pryce (1949), autocoureur
- Neil Taylor (1989), voetballer

## Overleden
- Władysław Raczkiewicz (1947), Pools politicus in ballingschap